# عصام المعش
عِصام المعش (مواليد 1 فبراير 2001)، هو لاعب كرة قدم يلعب في مركز حراسة المرمى مع شباب أياكس والمنتخب المغربي لأقل من 23 سنة.

## مسيرته الكروية

### النشأة
ولد في ألفن آن دن راين ونشأ في هيلموند، بدأت مسيرته الكروية مع النادي المحلي قبل أن ينضم لصفوف شباب في في في فينلو.
في عام 2016، انتقل إلى أكاديمية الشباب في فيتيسه آرنهم حيث تمّ اكتشافه للانضمام إلى أكاديمية أياكس للشباب بعد عام.

### أياكس إمستردام
في عام 2017، وقّع المعش عقدًا لمدة موسمين مع أياكس أمستردام مع خيار لمدة موسم إضافي. في يناير 2018، لعبَ أول مباراة في الاحتراف مع فريق الاحتياطيات شباب أياكس في خسارة فريقهُ 4-1 أمام آر كي سي فالفيك.
أنهى شباب أياكس الموسم كأبطال في دوري الدرجة الثانية، ليُصبح أول فريق احتياطي يفوز ببطولة منذ تقديم فرق الاحتياط في كرة القدم الاحترافية في هولندا.
في يناير 2019، لعب أول مباراة مع أياكس أمستردام ضدّ نادي فلامنجو في كأس فلوريدا.

## مسيرته الدولية
الشّاب المعش هو لاعب كرة قدم دولي مغربي.

## الإنجازات

### النّادي
شباب أياكس
- الدوري الهولندي لكرة القدم الدرجة الثانية: 2017–18

أياكس
- كأس هولندا: 2018–19

## وصلات خارجيّة
- عصام المعش على موقع الاتحاد الأوربي (الإنجليزية)
- عصام المعش على موقع قاعدة بيانات كرة القدم.إي يو (الإنجليزية)
- عصام المعش على موقع Soccerway.com (الإنجليزية)
- عصام المعش على موقع عالم كرة القدم.نت (الإنجليزية)